# Fransisca Ratnasari
Francisca Ratnasari Hari Saputra (nascida em Sleman a 2 de outubro de 1986) é uma jogadora feminina de badminton, nascida na Indonésia.

## Vida pessoal
Francisca Ratnasari Hari Saputra nasceu como a filha mais nova de quatro filhos na família de Petrus Haryanto e M. Kasiyem. Ela foi para a Escola Primária Católica Caritas Nandan e lá ela formou-se em 1997. Em seguida, continuou a sua educação na escola SMPN 5 (Número 5 Nacional) de Yogyakarta, mas apenas lá ficou 2 meses pois decidiu concentrar-se na sua carreira de badminton. Actualmente, encontra-se registada como uma estudante no STIE (Escola de Economia) no Instituto Perbanas, em Jacarta. Depois de se aposentar do badminton, ela continuou a estudar na Universidade Sanata Dharma, especializando-se em literatura inglesa.

## Carreira
"Nana", como o povo a chamava, começou a jogar badminton aos 8 anos de idade. Ela foi para o clube Jaya Jakarta Raya com apenas 13 anos de idade. Em 2003, ela foi seleccionada para a equipa nacional de badminton da Indonésia e, em 2004, fez parte da equipa que representou a Indonésia na Uber Cup. No Open da Indonésia, Nana derrotou Pi Hongyan, da França, na 3ª rodada. No Open do Japão, Nana avançou para as quartos de final. Na Copa Surdiman de 2005, Nana ajudou a equipa da Indonésia a chegar à última rodada depois de ter derrotado Camilla Sorensen, da Dinamarca.
Nos Jogos Asiáticos de 2006, Nana derrotou Thillini Jayasinghe nos 32 avos. Contudo, ela perdeu para a famosa atleta chinesa Zhang Ning nos 16 avos. Em 2007, ele competiu na Universíada de Verão de 2007, em Bangkok, na Tailândia. Na Uber Cup de 2008 Nana foi a quarta mulher individual da Indonésia a jogar mas foi mantida fora dos jogos. A equipa indonésia chegou à final, contudo, foi derrotada pela China. No início de janeiro de 2009, Nana tinha sido deixada de fora do centro de treinamento nacional, devido a uma série de reformas da PBSI ao abrigo do novo presidente. Ela, então, se mudou para um novo clube, o PB Djarum, e voltou a jogar, desta vez sob o nome Djarum.